# 李香緋
李香緋（リー シャンフェイ、和名表記：り こうひ、Li Xiangfei）は、SNK（SNKプレイモア）の対戦型格闘ゲーム『餓狼伝説』シリーズなどに登場する架空の人物。担当声優は金月真美。

## キャラクター設定
2つに分けて三つ編みにした黒髪を両耳の上で輪状に纏めており、その根元に銀色の鈴の形の髪飾りを付けている。ノースリーブの赤いチャイナドレス風の上着にゆったりとした白いズボン姿だが、これは後述するアルバイト先の制服である。
サウスタウンのチャイナタウンで暮らす中国系アメリカ人の少女。外叔祖にチャイナタウンを束ねる「白（パイ）叔父さん」という人物がおり、普段は彼が経営する中華料理店でウェイトレス（兼用心棒）のアルバイトをしている。
家族がみな拳法使いという環境に育ったため幼い頃から拳法に興味を持ち、太極拳、蟷螂拳、八極拳、少林寺拳法、心意六合拳など様々な流派の門を叩き、修行を積んだ。飽きっぽい性格のせいでどの流派の修行も長続きはしなかったが、天性の勘と身の軽さを活かして短期間で技を吸収している。
天真爛漫で威勢がいいが、非常にそそっかしい上に喧嘩っ早い性格で、10歳の頃から喧嘩に負けたことがない。そのため生傷が絶えず、女性らしさを求める両親とは年に数回の頻度で大喧嘩を繰り返しているが、その何者にも捕らわれない姿がチャイナタウンの長老たちには人気となっている。
初登場作品は『リアルバウト餓狼伝説2』（以下『RB2』と表記）で、後に『餓狼伝説 WILD AMBITION』（以下『餓狼WA』と表記）にゲスト登場している。

### 客演作品での活躍
『ザ・キング・オブ・ファイターズ』（以下『KOF』と表記）シリーズには、『KOF'99』（以下『'99』と表記）で初登場してブルー・マリーとキングと藤堂香澄と女性格闘家チームを結成している。後の『KOF2001』（以下『2001』と表記）では不知火舞と四条雛子とキングとチームを組み、『KOF2002 UNLIMITED MATCH』（以下『2002UM』と表記）ではメイ・リーと雛子とチームを結成している。
『KOF2000』（以下『2000』と表記）には正規出場していないが、香澄のアナザーストライカーとして登場する。

### カプコンとのクロスオーバー
『CAPCOM VS. SNK 2 MILLIONAIRE FIGHTING 2001』では、上海ステージで背景カメオ登場をしている。
『SNK VS. CAPCOM 激突カードファイターズ』シリーズでは、全ての作品に個別キャラクターカードが登場する。

## 技の解説

### 特殊技
裡門頂肘（りもんちょうちゅう）
前に出て相手に肘打ちをする技。
後捜腿（こうそうたい）
相手に背を向けての足払い。
回転独楽的蹴（かいてんこまてきげり）
コマのように回りながら蹴る技。『餓狼WA』で追加された。
下掛腿（かかいたい）
下段判定の蹴り技。『餓狼WA』で追加された。
旋風脚（せんぷうきゃく）
上段への回し蹴り。『餓狼WA』で追加された。
箭疾歩（せんしっぽ）
前に跳ねながら拳を突き出して攻撃する突進技。『餓狼WA』で追加された。
転身（てんしん）
バック転する移動技。『餓狼WA』で追加された。
転身箭疾歩（てんしんせんしっぽ）
「転身」中に出せる技。

双掌打（そうしょうだ）
両拳での突き。『KOF』で追加された。
弓歩・後旋腿（きゅうほ・こうせんたい）
中段判定である「双掌打」に見せかけた下段判定の蹴り。『KOF』で追加された。
伏歩・後旋腿（ふくほ・こうせんたい）
下段判定の蹴り。『KOF』で追加された。

### 通常投げ
力千後宴（りょくちこうえん）
相手を自分の後方に回して、両肘を入れる。
胤手玖珠（いんてくす）
『餓狼WA』でのみ使用する背後投げ。

### 必殺技
那夢波（なんぱ）
目の前に気を放ち、飛び道具判定を発生させる技。
天崩山（てんぽうざん）
ジャンプしながら背中で体当たりする技。
閃里肘皇（せんりちゅうおう）
前転で近づいて肘打ちをする。
閃里肘皇・貫空（せんりちゅうおう・かんくう）
「閃里肘皇」の追加技の飛び蹴り。
閃里肘皇・心砕把（せんりちゅうおう・しんさいは）
「閃里肘皇」の追加技の頭突き攻撃。

氣多閃里（きたせんり）
『餓狼WA』で使用する前転移動投げ。
酔陀（すいた）
『餓狼WA』で使用するカウンター系の技。酔ったふりをして、相手が触れると掴んで攻撃をする。
詠酒（えさか）
カウンター攻撃。
万泊後宴（ばんぱくこうえん）
『'99』で追加された攻撃力のないコマンド投げ。
衛気守炮（えきすほう）
「万泊後宴」中に出せる攻撃技。体当たりを仕掛ける。

### 超必殺技・潜在能力
大鉄神（だいてつじん）
いわゆる突進攻撃。
超白龍（ちょうぱいろん）
いわゆる連続攻撃。
超白龍・改（ちょうぱいろん・かい）
『餓狼WA』でのみ使用する「超白龍」。
真心牙（まじんが）
コマンド投げ。『RB2』では潜在能力で、『餓狼WA』ではオーバードライブパワーとして使用する。
転身斬崩牙（てんしんざんほうが）
『2002UM』のMAX2。奥にライン移動した後、自動的に相手をライン移動攻撃し、サマーソルトキックで打ち上げて「天崩山」を出す。

### ストライカー動作
大酷挑（だいこくちょう）
『'99』と『2000』で使用する。相手のパワーゲージを減らす挑発をする。
超白龍・弐（ちょうぱいろん・に）
『2001』で使用する三段攻撃。

## 登場作品
- リアルバウト餓狼伝説2
- 餓狼伝説 WILD AMBITION
- ザ・キング・オブ・ファイターズシリーズ
  - ザ・キング・オブ・ファイターズ'99
  - ザ・キング・オブ・ファイターズ2001
  - ザ・キング・オブ・ファイターズ2002UM

## エピソード
- 彼女の姓は「李」だが、『龍虎の拳』のリー・パイロンや『月華の剣士』の李烈火との血縁関係はない。
- 彼女の必殺技のネーミングは大阪の地名に由来するものが多い[3]。

## 関連人物
- ブルー・マリー - 『KOF'99』でのチームメイト。
- 藤堂香澄 - 『KOF'99』でのチームメイト。初めて会ったときに食い逃げ犯と勘違いした。『KOF 2000』では香澄のアナザーストライカーになっている。
- キング - 『KOF'99』『KOF 2001』でのチームメイト。
- 不知火舞 - 『KOF 2001』でのチームメイト。
- 四条雛子 - 『KOF 2001』『KOF 2002UM』でのチームメイト。
- メイ・リー - 『KOF 2002UM』でのチームメイト。香緋本人が自分のチームにスカウトした。
- アルバ・メイラ - 香緋から拳法を教わっていた。